# Fissidens splachnifolius
Fissidens splachnifolius là một loài Rêu trong họ Fissidentaceae. Loài này được Hornsch. mô tả khoa học lần đầu tiên vào năm 1841.